# Gmina Bedlno
Die Gmina Bedlno ist eine Landgemeinde im Powiat Kutnowski der Woiwodschaft Łódź in Polen. Ihr Sitz ist das gleichnamige Dorf.

## Gliederung
Zur Landgemeinde Bedlno gehören 39 Dörfer mit einem Schulzenamt:
| Annetów Antoniew Bedlno Bedlno-Parcel Dębowa Góra Ernestynów Florianów Garbów Głuchów Gosławice | Groszki Janów Jaroszówka Józefów Kamilew Kaźmierek Konstantynów Kręcieszki Mateuszew Orłów-Kolonia | Orłów-Parcel Plecka Dąbrowa Pniewo Potok Stanisławice Stradzew Szewce Nadolne Szewce Owsiane Szewce-Walentyna Waliszew | Wewiórz Wojszyce-Kolonia Wojszyce-Parcel Wola Kałkowa Wyrów Załusin Zleszyn Zosinów Żeronice |

Weitere Ortschaften der Gemeinde sind:
| Czarnów Karolew Kujawki | Nowy Franciszków Odolin Orłów | Ruszki Szewce Nagórne Tomczyce | Wilkęsy Trzciniec |

## Verkehr
Am östlichen Ende der Gemeinde liegt der Haltepunkt Zosinów, am nördlichen Ende der Bahnhof der Nachbarstadt Żychlin an der Bahnstrecke Warszawa–Poznań.